# Đơn vị vật nuôi
Đơn vị vật nuôi (Animal unit, viết tắt là AU) là đơn vị quy đổi của các vật nuôi như gia súc, gia cầm theo khối lượng sống, không phụ thuộc vào giống, tuổi và giới tính. Ở Việt Nam, mỗi đơn vị vật nuôi tương đương với 500 kg khối lượng vật nuôi sống. Mật độ chăn nuôi được tính bằng tổng số đơn vị vật nuôi trên 01 ha đất nông nghiệp. Khái niệm đơn vị vật nuôi (AU) theo truyền thống đã được sử dụng ở Bắc Mỹ để tạo điều kiện thuận lợi cho việc lập kế hoạch, phân tích và quản lý việc sử dụng thức ăn thô xanh bằng cách chăn thả gia súc, nhưng thuật ngữ này cũng có các ứng dụng khác (liên quan đến quy định kiểm soát mùi hôi, kích thước ô nuôi, phân lô quản lý, quản lý phân thải). 

## Tổng quan
Thuật ngữ đơn vị vật nuôi đã được định nghĩa khác nhau theo quy định ở các khu vực pháp lý khác nhau, và bởi các chuyên gia quản lý chăn nuôi, các nhà quản lý tài nguyên đất nước và những người khác. Do đó, khi sử dụng hoặc giải thích thuật ngữ, cần cẩn thận để đảm bảo rằng định nghĩa phù hợp với mục đích đang được sử dụng. Hầu hết (nhưng không phải tất cả) các định nghĩa dựa trên khái niệm rằng một con bò nặng 1000 pound (454 kg), có hoặc không có con bê kèm theo là một đơn vị vật nuội, với một con bò cở như vậy được cho là tiêu thụ 26 pound (khoảng 12 kg) thức ăn thô xanh mỗi ngày. Đơn vị vật nuôi theo tháng (AUM) trong khu vực chăn thả (được tính bằng cách nhân số đơn vị vật với số tháng chăn thả) cung cấp một chỉ số hữu ích về lượng thức ăn thô xanh được vật nuôi tiêu thụ. Trên các vùng đất công cộng ở các khu vực pháp lý khác nhau, việc sử dụng thức ăn thô xanh được cho phép để chăn thả thường được biểu thị bằng đơn vị vật nuôi theo tháng.
Chăn thả gia súc tại Hoa Kỳ thì phải chịu phí chăn thả liên bang, áp dụng cho các khu đất của Liên bang ở 16 bang miền Tây trên các khu đất công do BLM và Sở Lâm nghiệp Hoa Kỳ quản lý, mức phí được điều chỉnh hàng năm và được tính bằng cách sử dụng công thức do Quốc hội quy định ban đầu vào năm 1978. Theo công thức này, được sửa đổi và mở rộng bởi Lệnh hành pháp của tổng thống ban hành năm 1986, phí chăn thả không được xuống dưới $1,35 cho mỗi đơn vị vật nuôi theo tháng (AUM). Ngoài ra, bất kỳ khoản tăng hoặc giảm số tiền phí nào cũng không được vượt quá 25% tổng mức của năm trước.
Trên những vùng đất chăn thả liên bang này, AUM là lượng thức ăn thô xanh cần thiết để nuôi một con bò và con bê của nó, một con ngựa hoặc năm con cừu hoặc dê trong một tháng thì phí chăn thả cho năm 2012 là $1,35 cho mỗi AUM, cùng mức với đó là vào năm 2011. Đối với giấy phép hoặc giấy phép chăn thả trên đất Hoàng gia ở British Columbia, phí chăn thả trên mỗi AUM được ủy quyền là 93% tổng doanh thu bán hàng trung bình trên mỗi kg cho bò thịt sống được bán trên thị trường trong 3 năm trước đó thông qua Hiệp hội Hợp tác các Nhà sản xuất Chăn nuôi. Đối với chăn nuôi gia súc ăn cỏ, hầu hết các khác biệt trong định nghĩa liên quan đến cách tính các đơn vị vật nuôi tương đương cho trọng lượng và các loại vật nuôi khác với con bò nặng 1000 pound. 

## Các tính
Các cách tiếp cận khác nhau bao gồm: 
- Ước tính dựa trên các giả định về tiêu thụ thức ăn thô xanh: Trong loại ước tính thường được áp dụng này, số lượng đơn vị vật nuôi có thể được tính bằng tỷ lệ giữa lượng tiêu thụ vật chất khô theo thức ăn gia súc hàng ngày, tính bằng kg, chia cho 12 kg (hoặc lượng tiêu thụ vật chất khô hàng ngày, tính bằng pound, chia cho 26 pound), dựa trên giả định rằng lượng vật chất khô làm thức ăn gia súc hàng ngày của một con bò nặng 1000 pound là 2,6% trọng lượng cơ thể.
- Ước tính tuyến tính dựa trên khối lượng cơ thể hoặc trọng lượng: Phương pháp đơn giản này đôi khi được sử dụng cho gia súc. Số lượng đơn vị vật nuôi đại diện bởi một hoặc nhiều đầu gia súc có thể được tính bằng cách chia tổng khối lượng cơ thể của chúng tính bằng kg cho 454 (hoặc chia khối lượng của chúng tính bằng pound cho 1000). Do đó, một con vật năng 800 pound sẽ được coi là tương đương với 0,8 đơn vị vật nuôi.
- Ước tính dựa trên kích thước cơ thể trao đổi chất: Trong phương pháp này, đã được đề xuất áp dụng cho gia súc, số lượng đơn vị vật nuôi đại diện cho một con vật có thể được tính bằng tỷ số giữa khối lượng cơ thể của cá thể đó (tính bằng kg) với công suất 0,75, chia cho 454 cho công suất 0,75. Tính toán như vậy phản ánh một giả định rằng nhu cầu thức ăn sẽ tỷ lệ thuận với kích thước cơ thể trao đổi chất. (Kích thước cơ thể trao đổi chất thường được định nghĩa là khối lượng cơ thể, tính bằng kg, bằng 0,75 sức mạnh). Sử dụng phương pháp tính toán này, một con vật năng 800 pound sẽ được coi là tương đương với 0,85 đơn vị vật nuôi.